# Juliet Appiah
Juliet Appiah (sinh năm 1989) là một trọng tài của hiệp hội bóng đá Ghana tại Giải Ngoại hạng Ghana. Cô là một sĩ quan cảnh sát và đồng thời là một trọng tài FIFA. Năm 2018, cô trở thành người đầu tiên trong Sở cảnh sát Ghana được trao giấy phép trọng tài FIFA.

## Trọng tài FIFA
Vào tháng 2 năm 2018, FIFA cấp giấy phép trọng tài quốc tế cho 22 trọng tài người Ghana theo đề nghị của Hiệp hội bóng đá Ghana. Juliet Appiah trở thành sĩ quan cảnh sát Ghana đầu tiên được trao chứng nhận này.
Một buổi lễ trao danh hiệu được tổ chức tại trụ sở Cảnh sát Ghana có sự tham gia của một phái đoàn từ Hiệp hội bóng đá Ghana, Giám đốc kỹ thuật của Hiệp hội bóng đá Ghana, ông Francis Oti Akenteng và Chủ tịch Hội đồng quản trị Liên đoàn phụ nữ Ghana, Addy đã có mặt trong buổi lễ. Tổng thanh tra Cảnh sát David Asante-Apeatu, nhắn nhủ Juliet Appiah duy trì tính công minh cao nhất trong và ngoài sân bóng.

## Chính thức
Juliet Appiah đã điều hành tại một số trận đấu tại giải bóng đá Ghana. Một số kỹ năng xử lý trận đấu của cô đã nhận được lời khen ngợi từ nhiều giám đốc điều hành hiệp hội khác nhau.

## Thành tích
Trọng tài hứa hẹn nhất - Giải thưởng Cúp FA 2015.
Nữ cảnh sát đầu tiên làm trọng tài cho một trận đấu ở Giải Ngoại hạng Ghana.